# Opération Alkhan-Kala
Notes
Nombre inconnu de civils tués ; 800 civils arretés
Seconde guerre de Tchétchénie
L'opération Alkhan-Kala était une zachistka (en russe : зачистка) opération menée par les forces russes à Alkhan-Kala, en Tchétchénie, à partir du 25 juin 2001, pendant la deuxième guerre de Tchétchénie. Le ''nettoyage'' d'Alkhan-Kala, qui a duré une semaine, a donné lieu à des affrontements armés avec les séparatistes tchétchènes. Le raid initial a entraîné la mort d'Arbi Barayev, un commandant insurgé tchétchène de haut rang et chef du crime organisé.

## Contexte
La République tchétchène d'Itchkérie (Tchétchénie) était de facto indépendante de la Russie depuis le début de la première guerre tchétchène en 1994. Au cours de cette indépendance, le gouvernement laïc s’est affaibli et la Tchétchénie est tombée sous l’influence croissante des seigneurs de guerre et du régime islamiste. En août 1999, l'invasion du Daghestan a commencé lorsque les islamistes tchétchènes ont envahi l'État russe du Daghestan, mais ont été vaincus par l'armée russe en un mois. La guerre du Daghestan a été utilisée comme casus belli pour déclencher la deuxième guerre de Tchétchénie, lorsque les troupes fédérales russes sont entrées en Tchétchénie et ont mis fin à son indépendance. En juin 2000, la guerre était entrée dans une « phase d'insurrection », où les troupes russes effectuaient plusieurs jours de zachistka dans les villages tchétchènes.

## Opération
Le 22 juin 2001, les troupes russes ont lancé une zachistka sur Alkhan-Kala, un grand village au sud-ouest de Grozny, déclenchant un affrontement armé avec les séparatistes tchétchènes. Alkhan-Kala était le village natal d'Arbi Barayev, l'un des chefs de guerre séparatistes les plus puissants de Tchétchénie et fondateur du Régiment islamique des forces spéciales, un syndicat du crime organisé islamiste qui avait terrorisé la Tchétchénie pendant son indépendance de facto après la première guerre de Tchétchénie. Officiellement, Barayev aurait été tué au combat lors du raid initial, et son corps a ensuite été remis à sa famille. La mort de Barayev avait déjà été rapportée à plusieurs reprises par les médias russes, pour en ressortir indemne à chaque fois. Cependant, après le raid, le centre Kavkaz a annoncé que "le commandant islamique spécial Arbi Barayev était devenu un martyr ".
Les combats entre les forces russes et les séparatistes tchétchènes se sont poursuivis pendant six jours et ont abouti à la destruction massive d'Alkhan-Kala, des combats de maison en maison détruisant des dizaines de maisons. Selon les autorités russes, de nombreux complices de Barayev ont été tués et quelque 800 villageois ont été placés en détention.

## Conséquences
Arbi Barayev était le plus haut dirigeant séparatiste tué ou capturé par les Russes depuis le début de la Seconde Guerre de Tchétchénie en 1999, et a été salué par Moscou comme un succès majeur dans la victoire de la guerre. Selon une version alternative de la mort de Barayev, il aurait été capturé vivant et remis au FSB, la principale agence russe de sécurité nationale, mais il était recherché par des membres du GRU, l'agence de renseignement militaire étrangère russe, pour une éventuelle implication dans la mort suspecte de German Ugryumov. Le GRU aurait enrôlé des combattants tchétchènes impliqués dans une faide avec Barayev pour attaquer le complexe du FSB où il était détenu, l'enlever et le remettre au GRU à la base militaire de Khankala, où il aurait ensuite été torturé à mort.